# Social-démocratie (Italie)
Social-démocratie (en italien : Socialdemocrazia) est un parti politique socialiste démocratique et social-démocrate en Italie. Il a été formé le 2 juillet 2022 et se considère comme la continuation de l'historique Parti social-démocrate italien (PSDI), fondé par Giuseppe Saragat et d'autres socialistes réformistes le 11 janvier 1947. Les Sociaux-démocrates italiens ont réorganisé leur fête 75 ans après la «scission du Palais Barberini» (Scissione di Palazzo Barberini), du nom d'un palais à Rome où a eu lieu la fondation du PSDI.
Le parti adhère aux idées du socialisme démocratique et de la social-démocratie, soulignant son engagement pour le maintien de l'Italie dans le cadre géopolitique des démocraties libérales avancées. Il épouse également un internationalisme et un européanisme forts. Le parti, qui avait l'intention de participer aux élections législatives italiennes de 2022 dans une position de centre gauche, privilégie l'autonomie des sections régionales et vise à promouvoir une nouvelle "Constituante socialiste". Les membres des Sociaux - démocrates sont majoritairement issus du Parti socialiste démocrate italien, mais aussi du Parti socialiste italien et des factions libertaires du Parti socialiste italien d'unité prolétarienne.
À l'approche des élections générales de 2022, le parti, qui a refusé de rejoindre ou a été refusé par la coalition de centre-gauche dirigée par le Parti démocrate, s'est associé à Italia Viva (Iv) et à Carlo Calenda's Action (Az), dans le but de représentent l'aile gauche du "Troisième Pôle".